# 大場洋士
大場 洋士（おおば ひろし、1974年10月2日 - ）は、日本の実業家、放送技術者。TVer代表取締役社長。

## 経歴
1993年福岡県立修猷館高等学校を経て、1999年早稲田大学大学院先進理工学研究科を修了。
1999年テレビ朝日入社。技術局制作技術センターにてスタジオ・中継ビデオエンジニアに従事し、現本社の設備設計にも携わる。2003年メディア戦略室（後の経営戦略部）において地上波テレビ放送のデジタル化に従事。また、KDDIとのEZニュースEXの提携に携わる。2011年KDDI出向。auスマートパス（Pontaパスの前身）のコンテンツアグリゲーション、auかんたん決済のセールスに従事。2013年コンテンツビジネス局コンテンツビジネス戦略部において新規事業の企画立案に従事。2014年総合ビジネス局デジタル開発部において新規事業のポータル事業の立ち上げに従事。2015年総合ビジネス局デジタル事業センターオンライン事業担当部長となり、動画配信事業、ポータル事業、広告事業、web事業、アライアンス等、インターネット事業全般の統括を担当。2016年同アライアンス事業担当部長。
2018年11月テレビ朝日IoTvセンター長を経て、2020年6月テレビ朝日ホールディングス取締役、およびテレビ朝日取締役IoTv局長（担当兼任）・技術局担当に就任。
2025年6月株式会社TVer代表取締役社長に就任。